# 前田隆礼

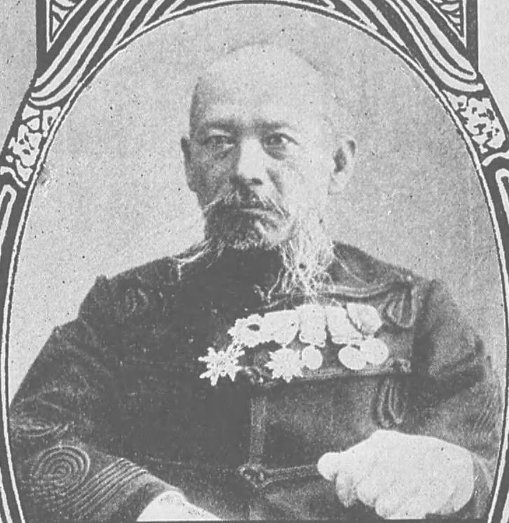
前田隆礼

前田 隆礼（まえだ たかのり、1848年8月30日（嘉永元年8月2日） - 1905年3月26日）は、日本陸軍の軍人。最終階級は陸軍中将。幼名、正人。

## 経歴
十津川郷士・前田利一の長男として生まれる。天誅組に加わり戊辰戦争に従軍後、1868年、伏見練兵場嚮導官となり、半隊司令、第1中隊司令などを経て、准二等士官、中尉相当職務、准大尉職務と昇進し、1872年、陸軍中尉に任官。1874年2月、佐賀の乱に出征し、続いて台湾出兵に従軍。陸軍戸山学校付となる。1877年3月から10月にかけて西南戦争に出征した。
東京憲兵隊第2大隊長、歩兵第8連隊大隊長、同連隊長などを歴任。日清戦争に出征し歩兵第48連隊長となる。1899年9月、陸軍少将に進級。歩兵第18旅団長、台湾守備混成第2旅団長などを歴任し、歩兵第22旅団長として日露戦争に出征。1905年3月、奉天会戦で負傷し戦傷死、陸軍中将に進級した。
その生前の功績により、1907年10月、嗣子前田勇に男爵が追贈された。

## 栄典
位階
- 1904年（明治37年）12月2日 - 従四位[1]

勲章
- 1893年（明治26年）11月29日 - 勲三等瑞宝章[2]

## 親族
- 養嗣子 前田勇（陸軍大佐）